# Der Panzerbär

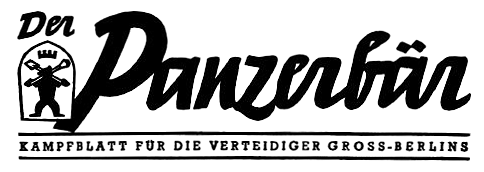
Cabecera del Panzerbär.

Der Panzerbär – Kampfblatt für die Verteidiger Groß-Berlins fue un periódico diario nazi editado y distribuido casi exclusivamente en la ciudad de Berlín durante el asedio del Ejército Rojo en los últimos días de la Segunda Guerra Mundial.
El Panzerbär fue publicado por Ullstein-Verlag, con auspicio del Ministerio de Propaganda del Reich al mando de Joseph Goebbels, y su título (traducible como "El oso blindado") aludía al oso que aparece en el tradicional escudo de armas de Berlín cargando una pala y un Panzerfaust. En tanto el duro asedio soviético impedía la normal distribución del Völkischer Beobachter, tradicional diario del partido nazi que dejaría de aparecer el 24 de abril, su finalidad era mantener elevada la moral de combate entre las tropas defensoras de la capital alemana.
En su primer número del 22 de abril de 1945 Der Panzerbär apareció con una proclama oficial de Hitler haciendo un llamamiento a la lucha con todos los recursos contra los invasores de la ciudad. Este diario tenía solamente cuatro páginas, no mencionaba nombre de editores ni directores, se imprimía con rotativa en papel de baja calidad, era distribuido sin costo alguno a civiles y soldados, y se limitaba exclusivamente a publicar artículos altisonantes con exhortaciones fanáticas al combate, crónicas de supuestos éxitos bélicos germanos, menciones al heroísmo nacionalsocialista, y noticias de presuntos "conflictos" entre los enemigos de Alemania, el reducido espacio no impidió la publicación de fotos en algunas ediciones. Se añadían algunas noticias falsas destinadas a mantener alto el ánimo de los combatientes y dar esperanzas vanas de un triunfo final, como las inexistentes "ofensivas" germanas que debilitaban el asedio soviético o el fantasioso anuncio de una "crisis" entre estadounidenses y soviéticos que salvaría a última hora al Reich. 
La última edición data del 29 de abril de 1945, un día antes de la muerte de Hitler cuando ya el combate urbano contra las tropas soviéticas ocurría en el mismo centro de Berlín, y anunciaba un inexistente "anillo de defensores" alemanes en los alrededores de la capital alemana, además de relatar los combates en algunos distritos como Friedrichshain y Charlottenburg. Se cree que esta última edición no llegó a distribuirse del todo.